# Blanquina
Blanquina es el nombre de una variedad cultivar de manzano (Malus domestica) Esta manzana es originaria de Asturias y es una de las 76 variedades de manzana que se incluyen en la D.O.P. Sidra de Asturias. Está cultivada en la colección de manzanos asturianos del SERIDA.

## Sinónimos
- "Manzana Blanquina"

## Características
El manzano de la variedad 'Blanquina' tiene un vigor elevado. Silueta de la estructura de ramificación (sistema de formación en eje): 7. Tipo de fructificación: II
Época de inicio de floración (promedio periodo 2005-2009): Intermedio-tardía (principios de la tercera decena de abril)
La variedad de manzana Blanquina tiene un fruto de tamaño pequeño a mediano.,
Forma troncocónica algo aplanada.
Cavidad del pedúnculo: Amplia y medianamente profunda. Bordes levemente ondulados. Fondo limpio o tomentoso, aisladamente aparece alguno con suave chapa ruginosa.
Pedúnculo mediano o largo y delgado. Presenta « russeting » en la cubeta peduncular y a veces de tipo jaspeado en las proximidades de la cubeta ocular, ojo cerrado o ligeramente abierto.
Color amarillo blanquecino, textura cerosa.
Época de maduración a finales de la primera a segunda década de octubre.
Variedad de sabor ácido. Se utiliza en la producción de sidra.

## Rendimientos de producción
Producción: Entrada en producción lenta, cuando alcanza la plena producción ésta es >25 t/ha. Nivel de alternancia bastante elevado.
Rendimiento en mosto (l/100 kg): 69,6 ± 2,7. Azúcares totales (g/l): 91,1 ± 3,6. Acidez total (g/l H2SO4): 4,7 ± 0,5. pH: 3,4 ± 0,2. Fenoles totales (g/l ac. Tánico): 0,8 ± 0,2. Grupo tecnológico: Ácido.

## D.O.P.Sidra de Asturias
La Denominación de Origen Protegida (D.O.P.) sidra de Asturias se ha de elaborar exclusivamente con manzanas procedentes de parcelas asturianas inscritas en el “Consejo Regulador de la Denominación de Origen”, que es el organismo oficial que según el artículo 10 del reglamento (CEE 2081/92) acreditado para certificar que una sidra cumpla los requisitos establecidos en su reglamento para ser “Sidra de Asturias”.
En la actualidad (2018) cuenta con 31 lagares, 322 cosecheros y 843 hectáreas registradas y auditadas.

## Sensibilidades
- Moteado: ataque medio
- Chancro del manzano: ataque muy débil
- Oidio: ataque muy débil
- Momificado: ataque muy débil.[4]